# Jill Wagner

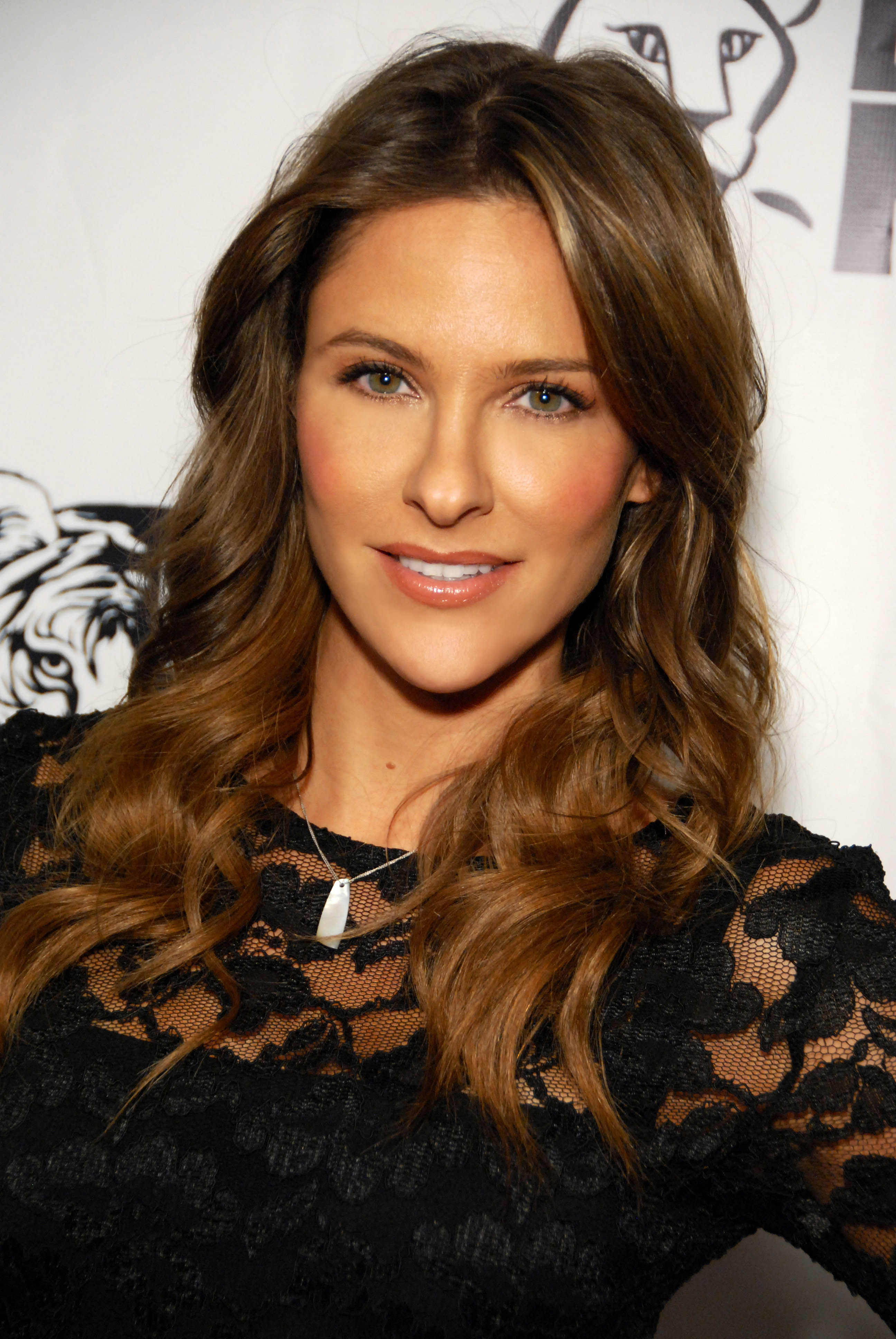
Jill Wagner in Hollywood (2012)

Jill Suzanne Wagner (* 13. Januar 1979 in Winston-Salem, North Carolina) ist eine US-amerikanische Schauspielerin und Model.

## Leben
Wagner machte 2001 ihren Abschluss an der North Carolina State University mit einem Bachelor im Management.
Ihren ersten Fernsehauftritt hatte Wagner 2003 in der MTV-Serie Punk’d. 2006 trat sie als Krista Starr in der Serie Blade – Die Jagd geht weiter auf.
2005 wurde Wagner Model des Magazins der Automarke Mercury. Im Juli 2006 erschien sie in der US-Ausgabe des FHM.
In der vierten Staffel von Stargate Atlantis und in der 7. Folge der 3. Staffel von Monk trat sie in einer Gastrolle auf.
Wagner berichtete ab 2008 in der US-Serie Wipeout von dem Hindernisparcour. Mit Beginn der fünften Staffel (2011) hörte sie jedoch auf, um sich auf die Schauspielkarriere zu konzentrieren.
2011 spielte sie die Nebenfigur Kate Argent in der Serie Teen Wolf. 2014 wurde sie als Gastgeber der Teen-Wolf-Begleitserie Wolf Watch eingesetzt und spielt in den ersten zwei Episoden der Staffel 3b eine kleine Nebenrolle als ihr Charakter Kate Argent. Ab der vierten Staffel war sie wieder fester Bestandteil des Casts der Serie. Sie lebt derzeit in Los Angeles, Kalifornien.

## Filmografie (Auswahl)
- 2004: Monk (Fernsehserie, Episode 3x07)
- 2006: Shifted
- 2006: Blade – Die Jagd geht weiter (Blade: The Series, Fernsehserie, 12 Episoden)
- 2007–2008: Stargate Atlantis (Fernsehserie, 2 Episoden)
- 2008: Splinter
- 2009: Bones – Die Knochenjägerin (Bones, Fernsehserie, Episode 4x03)
- 2011–2014, 2017: Teen Wolf (Fernsehserie, 20 Episoden)
- 2015: Christmas in the Smokies
- 2016: Super Novas
- 2016: Christmas Cookies (Fernsehfilm)
- 2017: A Harvest Wedding (Fernsehfilm)
- 2017: Karen Kingsbury’s Maggie’s Christmas Miracle (Fernsehfilm)
- 2018: Braven
- 2018: Pearl in Paradise (Fernsehfilm)
- 2018: Christmas in Evergreen – Letters to Santa (Fernsehfilm)
- 2019: Mystery 101 (Fernsehfilm)
- 2019: The Legend of 5 Mile Cave
- 2019: Mystery 101 – Playing Dead (Fernsehfilm)
- 2019: Mystery 101 – Words Can Kill (Fernsehfilm)
- 2019: Mystery 101 – Dead Talk (Fernsehfilm)
- 2019: Christmas Wishes & Mistletoe Kisses (Fernsehfilm)
- 2019: Christmas in Evergreen – Tidings of Joy (Fernsehfilm)
- 2020: Hearts of Winter (Fernsehfilm)
- 2020: Inlighten Films (Fernsehserie, Episode 2x09)
- 2020: The Angel Tree (Fernsehfilm)
- 2020: Mystery 101 – An Education in Murder (Fernsehfilm)
- 2021: Mystery 101 – Killer Timing (Fernsehfilm)
- 2021: Mystery 101 – Deadly History (Fernsehfilm)
- 2021: A Christmas Miracle for Daisy (Fernsehfilm)
- 2022: A Merry Christmas Wish (Fernsehfilm)
- seit 2023: Special Ops: Lioness (Fernsehserie)
- 2023: Bringing Christmas Home (Fernsehserie)
- 2024: Christmas Under the Northern Lights (Fernsehfilm)
- 2024: Sleigh Bells and Sugarplums (Fernsehfilm)